# 塞古区
塞古区是马里中部的一个大区。首府塞古。该區北鄰毛里塔尼亞，東南與布基納法索接壤。
本區面積64,947平方公里，2005年人口1,986,000人。下分7縣118區。
1. ↑   (PDF), République de Mali: Institut National de la Statistique,   [2025-02-02], （原始内容存档 (PDF)于2011-07-22） （法语）.
2. ↑  . hdi.globaldatalab.org.   [2021-10-07]. （原始内容存档于2018-09-23） （英语）.
3. ↑  民政部地名研究所 (编). . 北京: 中国社会出版社. 2017-05. ISBN 978-7-5087-5525-0. OCLC 1121629943. OL 28272719M. NLC 009152391.（简体中文）
4. ↑  . 樂詞網.   [2024-09-07]. （原始内容存档于2024-09-07）.